# Baekmanjangja-ui cheot-sarang
A Millionaire's First Love (hangul: 백만장자의 첫사랑; rr: Baekmanjangja-ui cheot-sarang)) é um filme de romance sul-coreano de 2006 dirigido por Kim Tae-kyun, estrelado por Hyun Bin e Lee Yeon-hee. O tema do filme é "Nada é mais importante que o verdadeiro amor do seu coração". A Millionaire's First Love foi lançado nos cinemas sul-coreanos em 9 de fevereiro de 2006 e registrou 639.596 admissões de bilheteria durante sua exibição.

## Enredo
Kang Jae-kyung (Hyun Bin) é um típico garoto rico. Ele é arrogante, dirige carros esportivos, frequenta grandes clubes e anda pelos corredores de sua escola em sua motocicleta. Quando seu aniversário de 18 anos se aproxima, ele deve herdar a fortuna de seu avô, mas primeiro Jae-kyung precisa se transferir para uma nova escola na província de Gangwon e se formar por lá. Até então, todo o acesso à sua cobertura, chalé e cartão de crédito lhe é negado. Se ele não conseguir se formar ou desistir, receberá apenas 0,1% de sua herança total. Com isso em mente, ele segue para o campo, para uma pequena cidade na qual a vida cotidiana está muito distante do que ele está acostumado. Lá ele conhece Choi Eun-hwan Lee Yeon-hee, que parecer ter algum tipo de segredo.

## Elenco
- Hyun Bin como Kang Jae-kyung
- Lee Yeon-hee como Choi Eun-hwan
- Yong-Joon Cho como Goo-Ho
- Han-sol Lee como Myungshik
- Lim Ju-hwan como Seung-joon
- Kim Ki-doo como colega de classe de Pyung-Chang
- Young-hoo Lee	como presidente Kang

## Lançamento internacional
A Millionaire's First Love obteve seus direitos de lançamento no Japão pela Digital Adventure for US$1,500,000.

## Remake
A Millionaire's First Love inspirou o filme nepalês Mero Euta Saathi Chha (2009), o filme turco Sendan Bana Kalan e o filme em indiano Pilla Zamindar (2011). Todos os remakes obtiveram êxito de bilheteria em seus respectivos países.